# فروده إيك هانسن
فروده إيك هانسن (بالنرويجية البوكمول: Frode Hansen)‏ هو لاعب كرة قدم نرويجي في مركز الدفاع، ولد في 4 سبتمبر 1972 في ستافانغر في النرويج. لعب مع نادي فيكينغ ونادي لين.